# La hija de la Dolores
La hija de la Dolores es una obra de teatro en tres actos y en verso de Luis Fernández Ardavín, estrenada en 1927.

## Argumento
Ambientada en la ciudad aragonesa de Calatayud, es una continuación de la célebre La Dolores, de José Feliú y Codina, con las peripecias de Pilar, hija de La Dolores, cuya historia de amores, desgracias y deshonra se repite (glosando por enésima vez el mito de “La Dolores”).

## Representaciones destacadas
- Teatro-Circo, Zaragoza, 26 de enero de 1927. Estreno
  - Intérpretes: María Palou.

- Teatro Poliorama, Barcelona, 17 de febrero de 1927.
  - Intérpretes: Carmen Díaz, Sra. Castejón, Ricardo Galache, Luis Rosés, Gaspar Campos, Nicolás Rodríguez, Ignacio Meseguer.

- Teatro La Latina, Madrid, 3 de marzo de 1927.
  - Intérpretes: María Palou, Luis Soler, Elisa Sánchez, Máximo Fernández.

- La Coruña, 12 de mayo de 1927.
  - Intérpretes: Ana Adamuz.